# Pecquencourt
Pecquencourt település Franciaországban, Nord megyében. Lakosainak száma 6160 fő (2022. január 1.). Pecquencourt Vred, Bruille-lez-Marchiennes, Écaillon, Lallaing, Marchiennes, Masny, Montigny-en-Ostrevent és Rieulay községekkel határos.

## Népesség
A település népességének változása:
| Lakosok száma | 5950 | 5942 | 6229 | 6011 | 6050 | 6088 | 6225 | 6232 | 6160 |
|               | 2013 | 2015 | 2016 | 2017 | 2018 | 2019 | 2020 | 2021 | 2022 |